# Draisine (loopfiets)

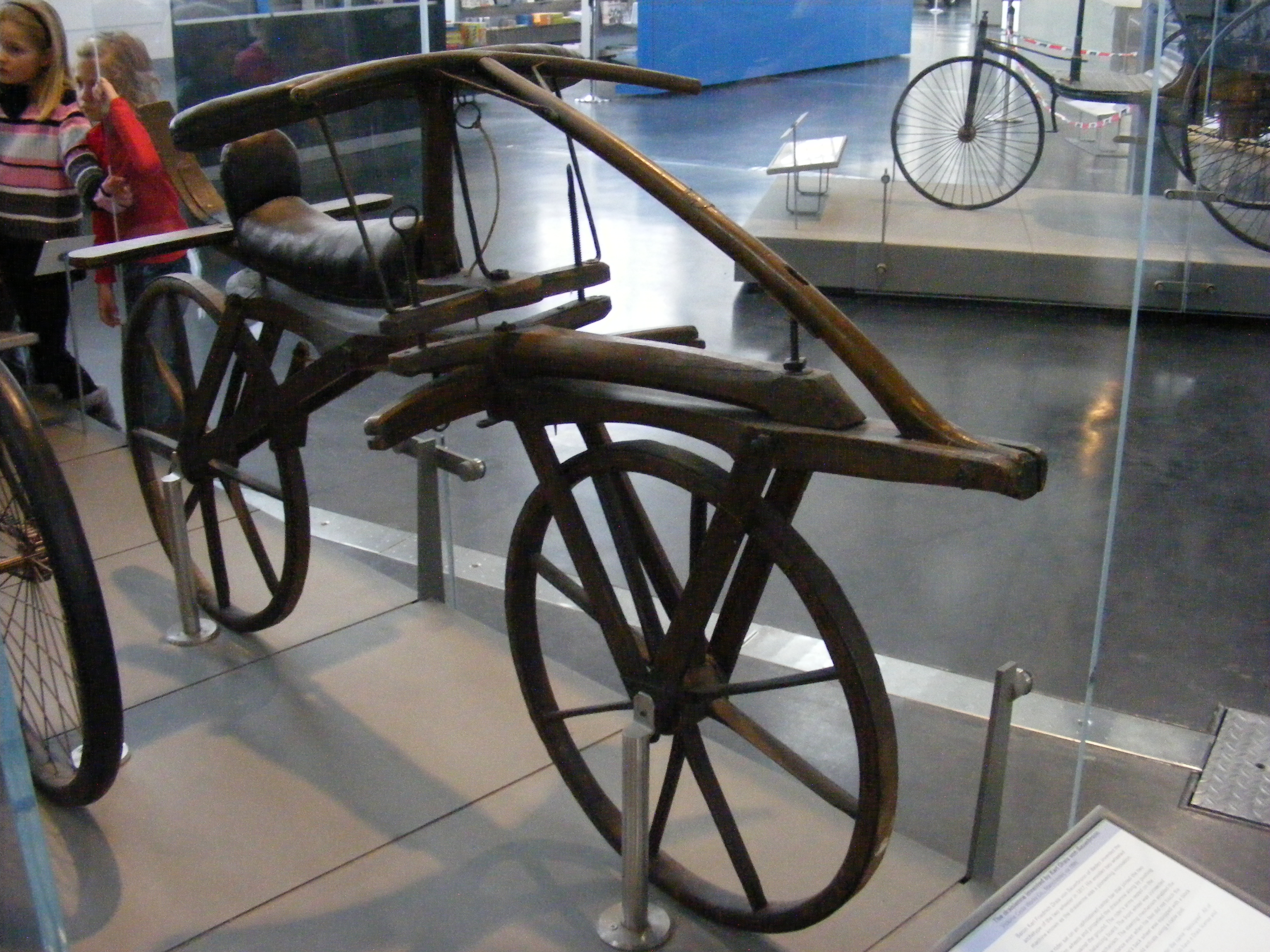
Draisine

Een draisine is een houten loopfiets, in 1817 uitgevonden door Karl Freiherr von Drais in Duitsland. Hoewel loopfietsen al langer bestonden, was de draisine de eerste met een stuurmechanisme. Met oudere loopfietsen kon men zich alleen rechtuit voorwaarts bewegen. Nadat hij er patent op had gekregen, werd het ontwerp aan diverse personen verkocht. In de volgende jaren werd het ontwerp van de loopfiets nog diverse malen verbeterd, en de uitvinding van de draisine kan dan ook gelden als het begin van de ontwikkeling van de fiets.  